# Dyminek
Dyminek is een plaats in het Poolse district  Szczecinecki, woiwodschap West-Pommeren. De plaats maakt deel uit van de gemeente Biały Bór en telt 80 inwoners.